# 巴拉伊多斯球场
巴拉伊多斯市政球场是一座位于西班牙加利西亚自治区维戈市的足球场，是西班牙足球甲级联赛维戈塞尔塔的主场，可以容纳29,000人。

## 1982年世界杯足球赛
1982年世界杯，巴拉伊多斯球场举办了3场第一轮比赛。

### 第一轮
巴拉伊多斯球场举办了3场小组赛阶段第一轮的比赛。
| 1982年6月14日 | 義大利 | 0–0  | 波蘭 | 维戈巴拉伊多斯球场                 |
| 17:15 CEST    |        | 報告 |      | 入場人數： 33,000 ： 米歇尔·沃特罗 |

| 1982年6月18日 | 義大利   | 1–1  | 秘魯       | 维戈巴拉伊多斯球场                   |
| 17:15 CEST    | 孔蒂 18' | 報告 | 迪亚斯 83' | 入場人數： 25,000 ： 瓦尔特·埃施魏勒 |

| 1982年6月23日 | 義大利         | 1–1  | 喀麦隆     | 维戈巴拉伊多斯球场                 |
| 17:15 CEST    | 格拉齐亚尼 60' | 報告 | 姆比达 61' | 入場人數： 20,000 ： 波格丹·多切夫 |